# Diamond T

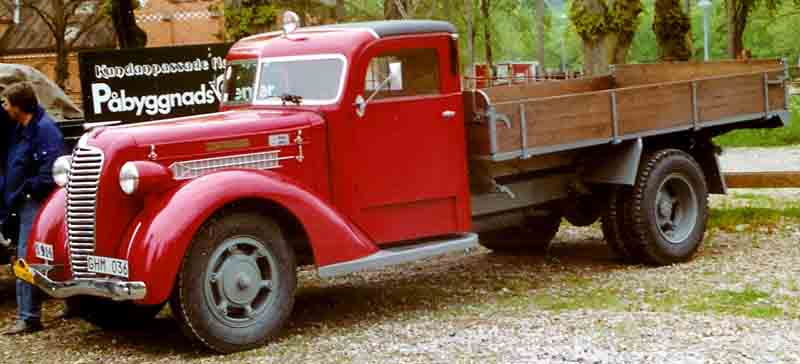
Un camion marca Diamond T del 1937

La Diamond T è stata una casa automobilistica statunitense attiva a partire dal 1905 fino alla fine degli anni'60.
La Casa è nota principalmente per aver prodotto, durante la sua attività, prevalentemente veicoli da trasporto militari per l'Esercito degli Stati Uniti oltre che, dal 1905 al 1911, anche automobili.

## Storia
La Diamond T Motor Car Company fu fondata a Chicago nel 1905 da C. A. Tilt.
Il nome della società fu creato dal padre di Tilt, produttore di calzature, che modellò un logo con una grande "T" (per Tilt) incorniciata da un diamante, che voleva esprimere il concetto di prodotto di alta qualità. 
Il marchio sul cofano dei camion era invece un cane da slitta con un'imbracatura. 
Dalle origini e per sei anni, l'azienda si dedicò alla produzione di auto da turismo ma presto la società indirizzò la sua produzione esclusivamente ai camion. 
Durante la prima guerra mondiale la Diamond T ricevette un ordine per 1.500 Liberty Trucks, il modello standardizzato di camion per l'Esercito degli Stati Uniti, di cui costruì, prima dell'armistizio del 1918, 638 esemplari.
Durante la seconda guerra mondiale, la Diamond T produsse il camion pesante modello 980/981, un veicolo che fu subito acquisito dalla Commissione d'acquisto britannica per entrare in servizio come trattore trasportatore di cisterne. Abbinato ad un rimorchio Rogers, il camion prestò servizio durante la campagna dell'esercito britannico in Nordafrica, dove la sua potenza e la sua robusta costruzione permisero il recupero dei carri armati danneggiati nelle condizioni più difficili.
Inoltre la Diamond T costruì un'intera gamma della serie G509 6X6 da 4 tonnellate, inclusi camion da carico, per i rifiuti, semirimorchi e per la demolizione oltre ad alcuni camion più leggeri e persino un mezzo cingolato: il G7102. 
La Diamond T si classificò al 47 ° posto tra le società statunitensi per il valore dei contratti di fornitura militare durante la seconda guerra mondiale. 
Quanto ai veicoli civili la Diamond T produsse due camion leggeri: il Modello 80 e il Modello 201. Entrambi i pickup erano alimentati dai motori a 6 cilindri della serie QX Hercules. Il modello 201 fu prodotto dal 1938 al 1949.
La White Motor Co.comprò la Diamond T nel 1958 e nel 1967 l'azienda si fuse con la Reo Motor Company per diventare Diamond Reo Trucks, Inc.
Durante i 56 anni di attività furono prodotti circa 250.000 camion Diamond T.

## Galleria d'immagini

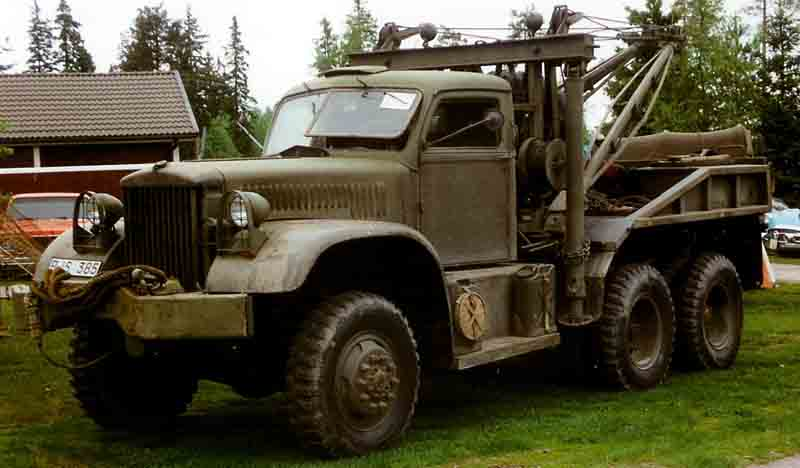
Un Diamond T Wrecker del 1941
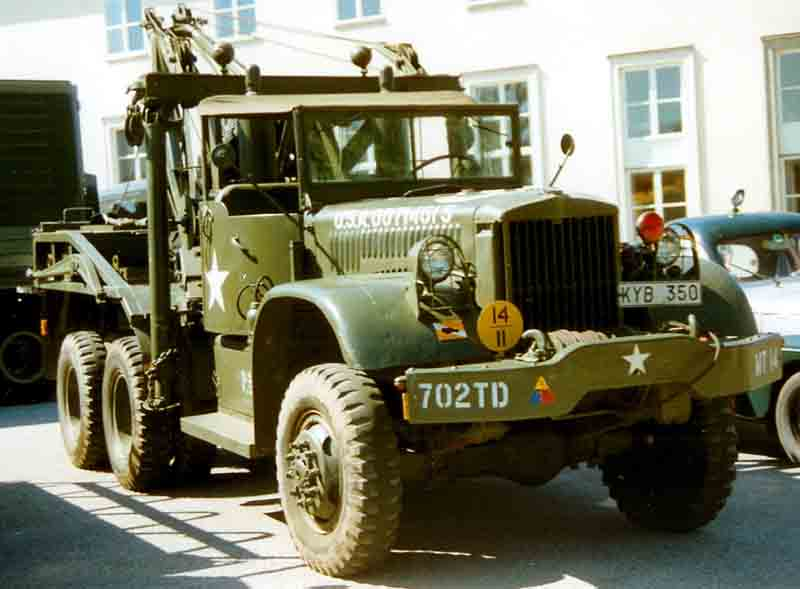
Un Diamond T 969A Wrecker del 1943
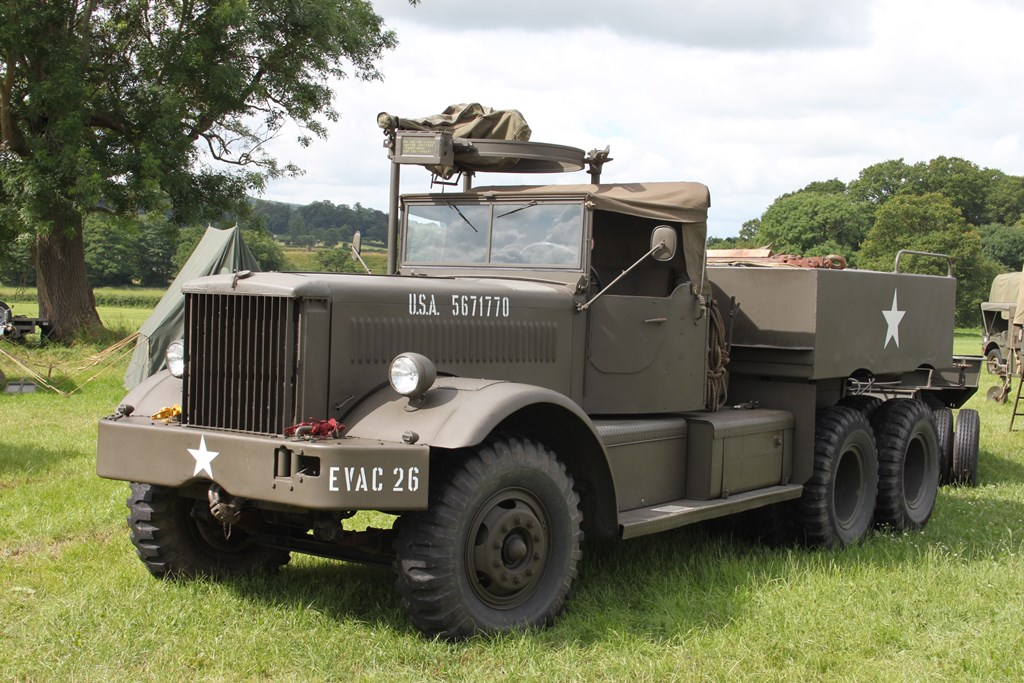
Un Diamond T 981 Tank Transporter
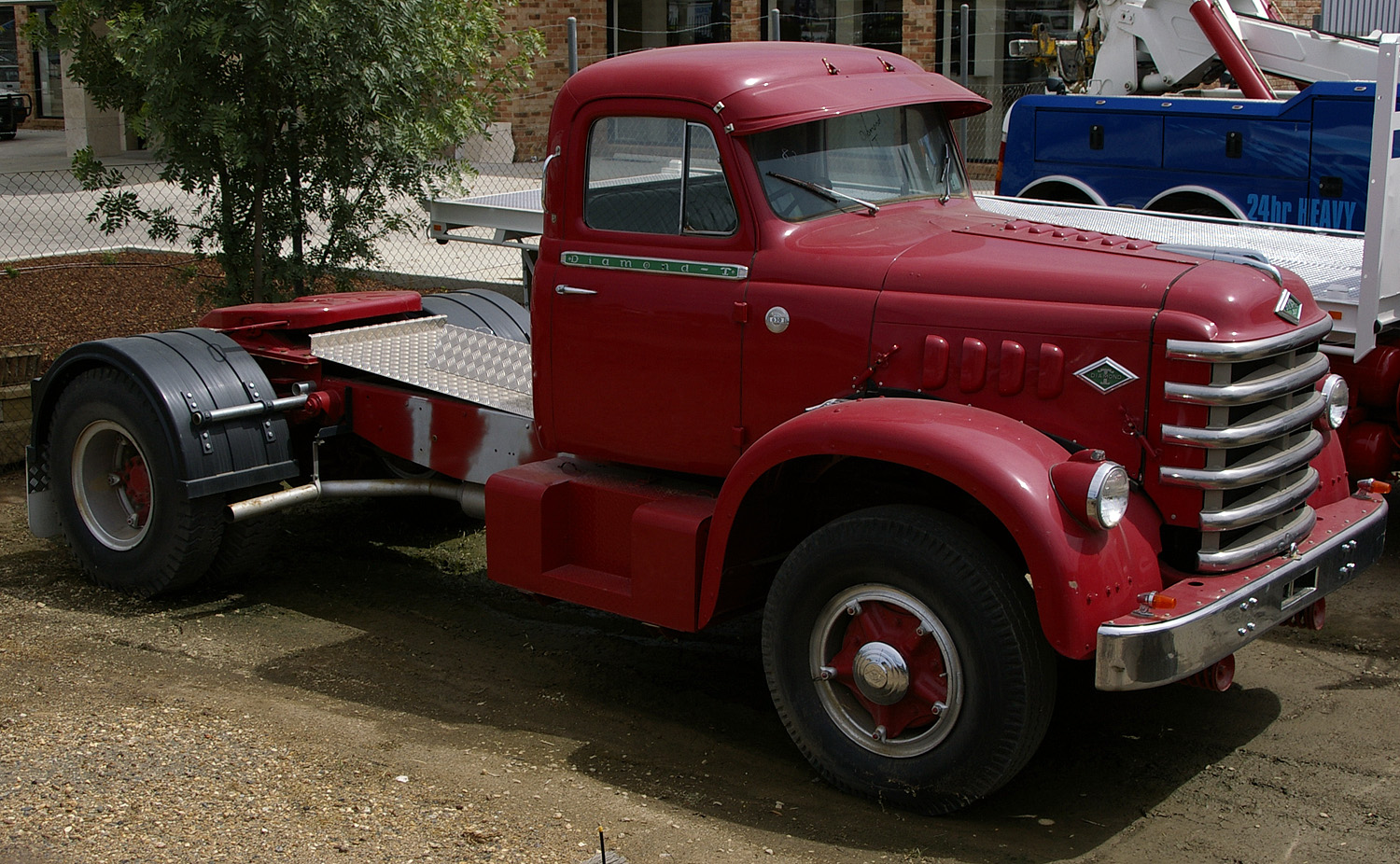
Un Diamond T 630 del 1958
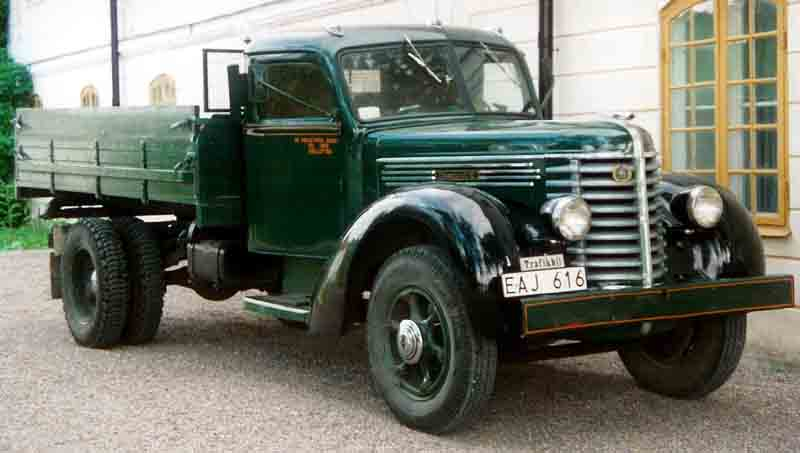
Un Diamond T del 1937
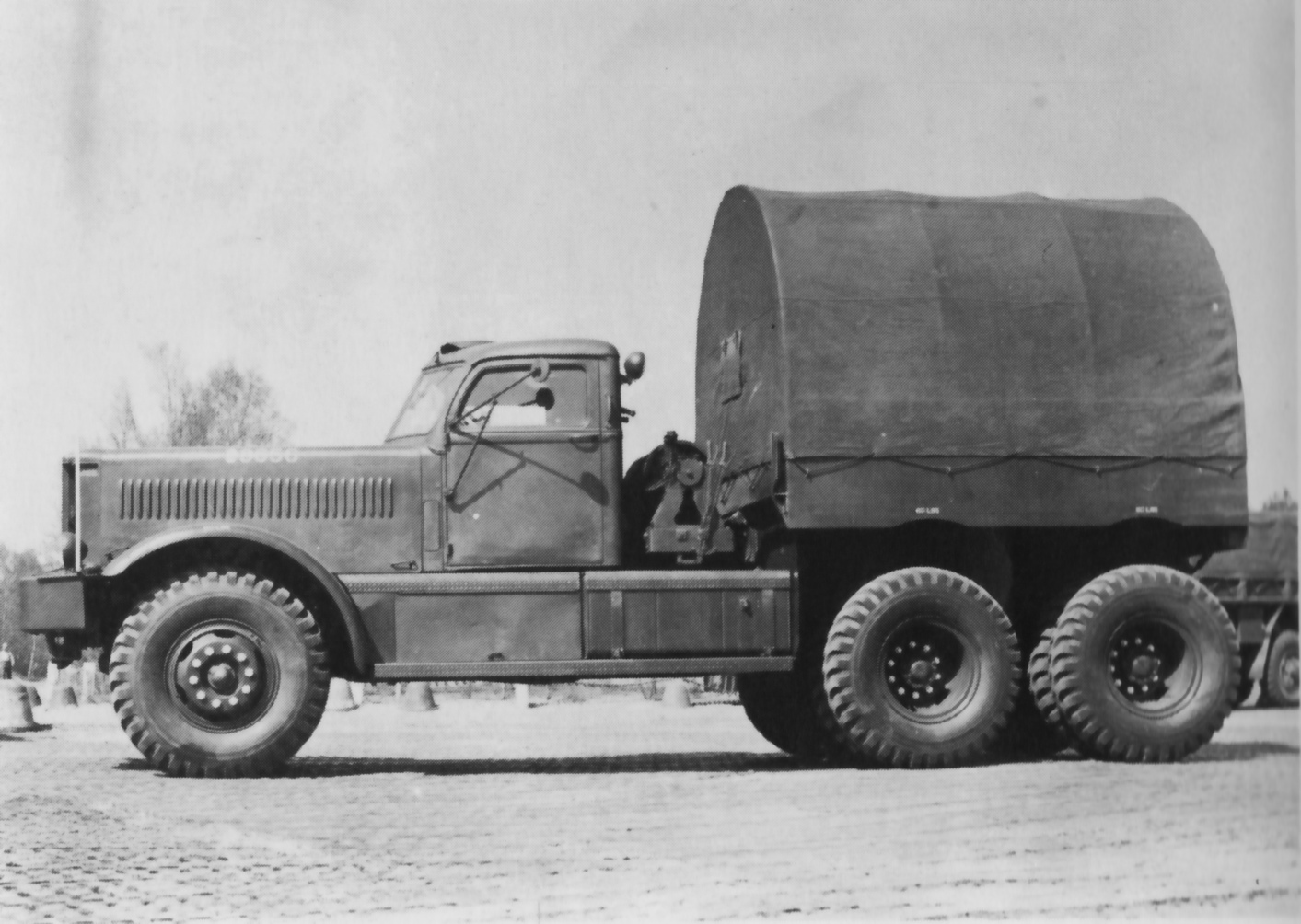
Un Diamond T 980/981
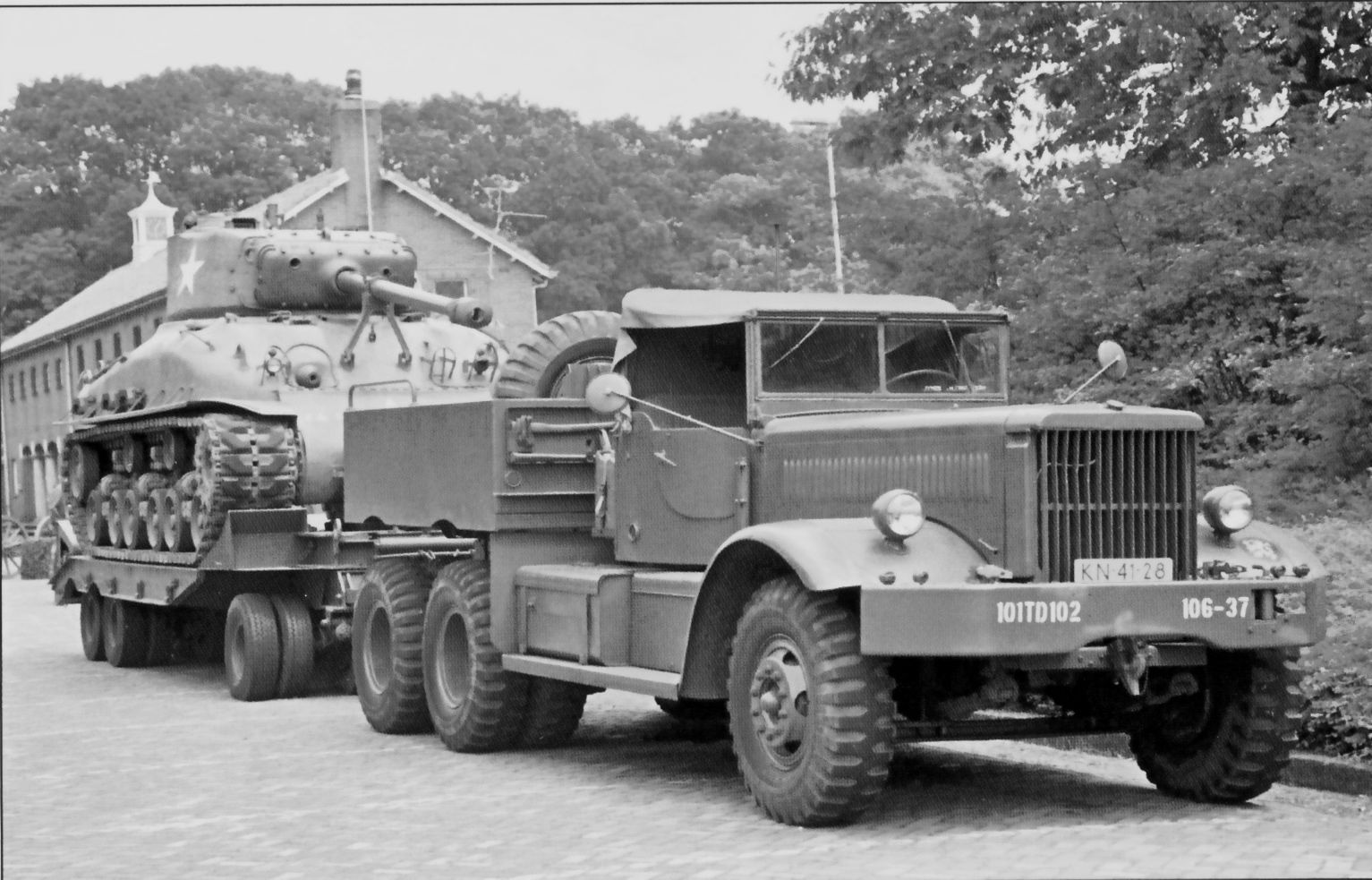
Un Diamond T Model 981 Soft Top con il rimorchio M9 Rogers per formare l'M-20 Tanktransporter
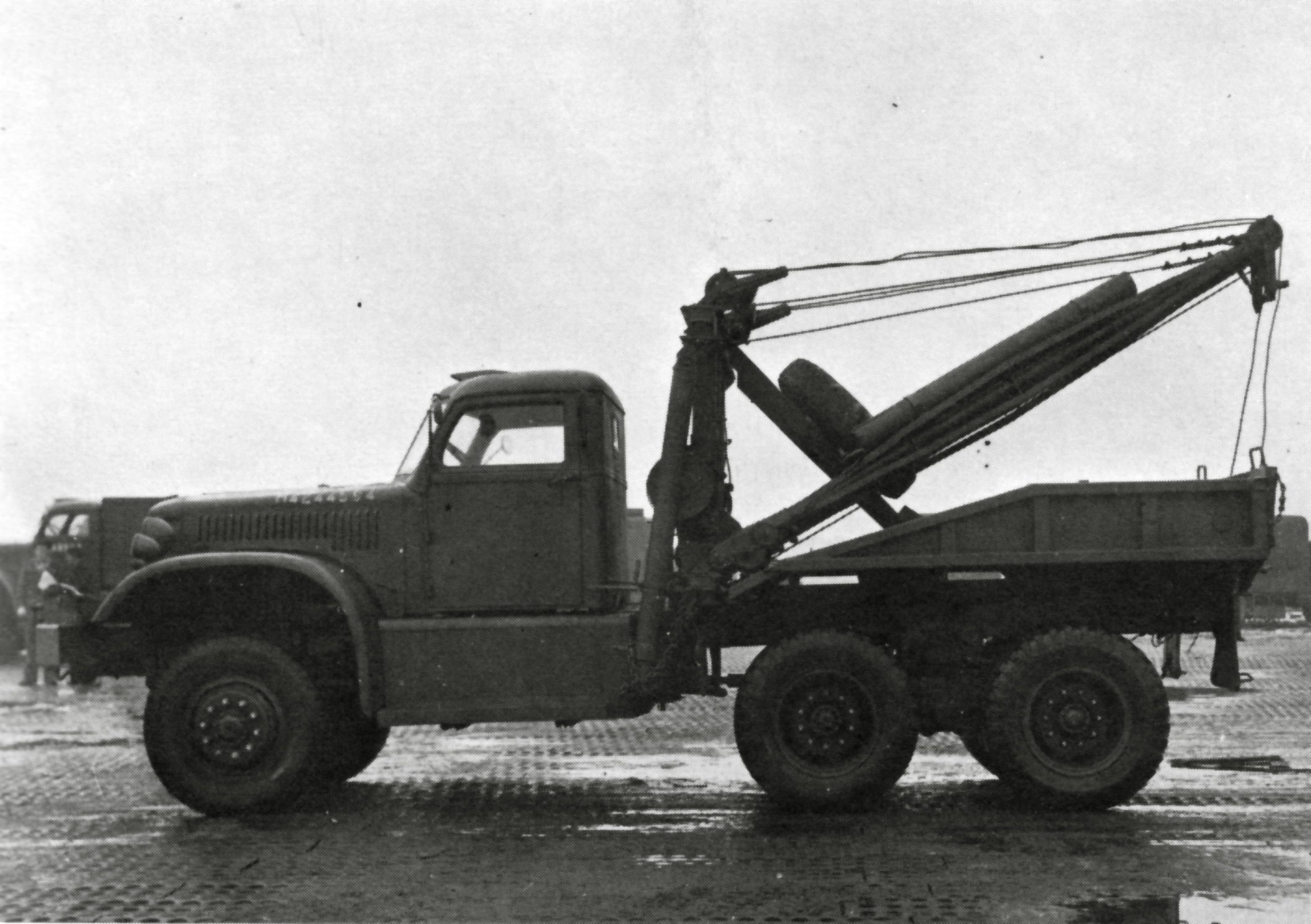
Un Diamond T Wrecker del 1941
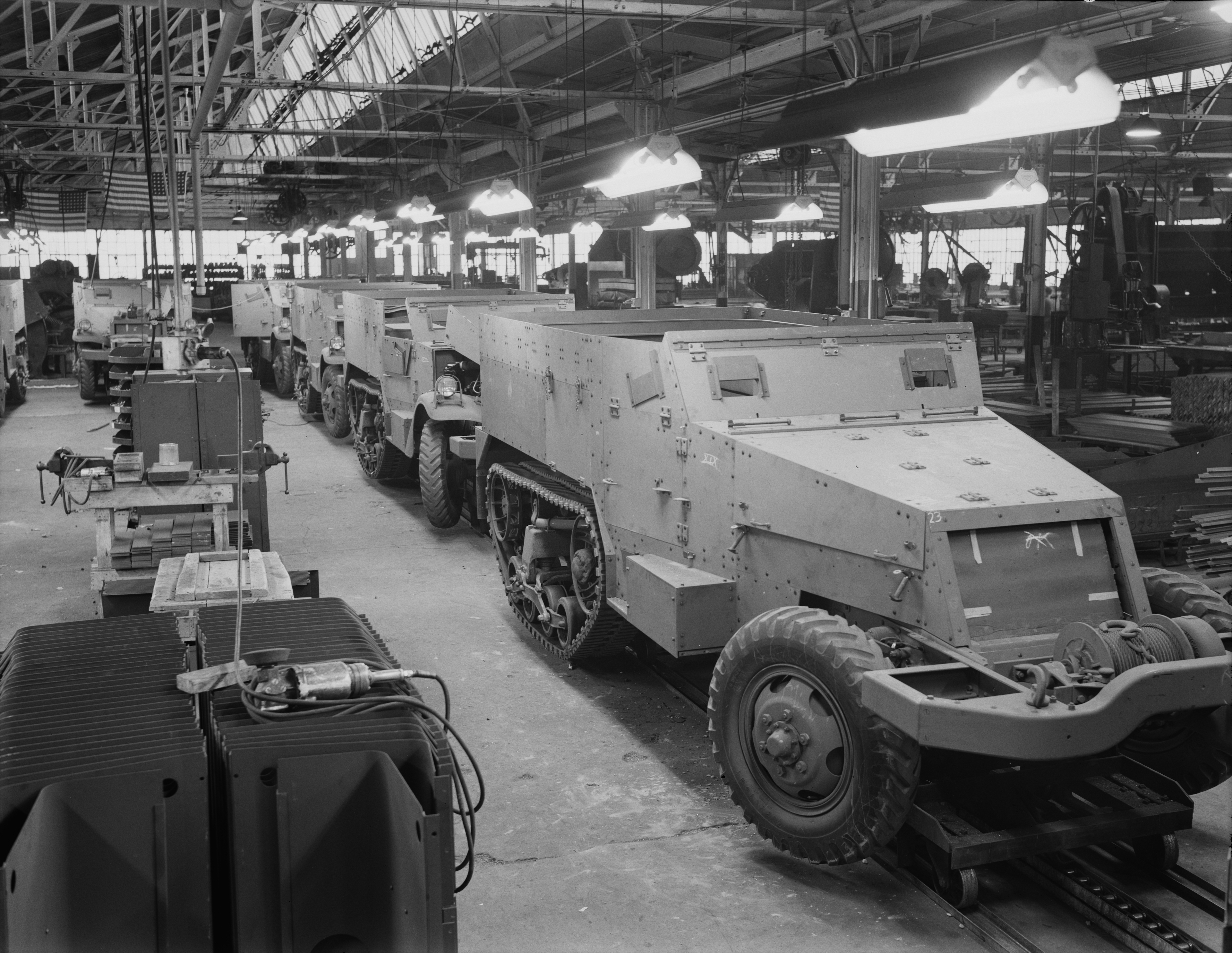
Un semicingolato Diamond T M2 Halftrack sulla linea di produzione